# Ruidoso Downs
Ruidoso Downs – miasto w Stanach Zjednoczonych, w stanie Nowy Meksyk, w hrabstwie Lincoln.